# Pikaia
Pikaia is een geslacht uit de Cephalochordata. Het dier leefde tijdens het Cambrium, zo'n 535 miljoen jaar geleden. Pikaia was vijf centimeter lang. Er zijn honderdveertien fossielen van Pikaia bekend. Die fossielen tonen V-vormige spierblokken, net als bij vissen, en zelfs sporen van zacht weefsel. De bouw van Pikaia is het best te omschrijven als dat van een worm met een primitieve ruggengraat. Dit dier kwam voor in wat nu Canada is. De fossielen zijn alle gevonden in de Burgess shale.

## Beschrijving
Pikaia was een langwerpig, lateraal afgeplat organisme met een lichaamslengte van 1,5 tot 6 centimeter, gemiddeld ongeveer vier centimeter. De hoogte van het dier bereikt ongeveer tien procent van zijn lengte, de breedte wordt geschat op ongeveer de helft van de hoogte met behulp van gebogen of gedraaide ingebedde organismen. Zelfs de factor dat alle individuen in een laterale positie zijn ingebed, is een sterke indicatie van een lateraal (afgeplat) lichaam, dat duidt op een drijvend (pelagiaal) lichaam (vermoedelijk in de buurt van de bodem) in plaats van een benthisch organisme dat op de oceaanbodem leeft. De voorkant had vermoedelijk een meer cilindrische omtrek, het dier werd in toenemende mate afgeplat richting de achterkant. De omtrek van het lichaam was spindelvormig van opzij gezien, met een nogal afgeronde voorkant en een lang uitgestrekte, puntige achterkant. De dorsale zijde had een doorlopende, ongestructureerde vinzoom. Er is geen bewijs van staartvinachtige formatie aan de achterkant, wat wordt getoond in sommige eerdere reconstructietekeningen.
Aan de voorkant van het dier is een zeer klein hoofdgebied te zien, dat amper 1,5 procent van de lengte van het dier bereikt en weinig afgezet is tegen de rest van het lichaam. Het hoofdgebied was enigszins uitgebreid en, onder toezicht, zwak tweelobbig. Aan de voorkant van het hoofd zaten twee tentakels, mogelijk kieuwen, schuin naar voren. De mondopening is bij enkele exemplaren te zien aan de buikzijde van het hoofdgedeelte. Er zijn geen aanwijzingen voor kaken of monddelen. De lichaamsdelen achter het hoofdgebied droegen een reeks andere aanhangsels aan de ventrale zijde (ventrolateraal), waarvan het aantal vanwege conservering niet altijd herkenbaar is, meestal vijf, maximaal negen. Elke bevestiging bestond uit een stevige stengel met een reeks doornige bevestigingen eraan vastgemaakt, mogelijk de ondersteunende structuren van een structuur, gemaakt van zacht weefsel die gedurende het hele leven doorlopend was. De grootte van de aanhangsels was vergelijkbaar.
Het meest opvallende kenmerk van het fossiel is een reeks segmentachtige secties die achter elkaar liggen (deze verleidden Walcott om het dier verkeerd te interpreteren als een ringworm). Tegenwoordig worden ze beschouwd als de stabielere, uit bindweefsel bestaande omhulsel van een spierstelsel, verdeeld in seriële myomeren. De vermoedelijke myomeren hadden geen rechte, maar een S-vormige, gebogen vorm. Wat ook opvalt aan bijna alle fossielen is een continue, sterk reflecterende longitudinale structuur op de ruglijn langs de gehele longitudinale as van het dier. Dit wordt geïnterpreteerd als een continu dorsaal orgaan. Waarschijnlijk kwam het echter niet direct overeen met de chorda dorsalis van een recente lancetvis. Dit is waarschijnlijk te zien in een paar fossielen, in de vorm van een verdere structuur die longitudinaal is verdeeld in secties of segmenten, direct aan de buikzijde van het dorsale orgaan. Een parallelle structuur, die bij sommige exemplaren nabij de voorkant te zien is, zou de bedekking van een neurale buis kunnen zijn geweest. Soms is ook een eenvoudige, doorlopende darmbuis te zien op de buik. Hoewel dit meestal moeilijker te herkennen is in het achterste gebied, wordt geconcludeerd dat er een terminale (terminale) anus is. Een ander longitudinaal orgaan nabij de buikzijde wordt geïnterpreteerd als een groot bloedvat.

## Betekenis
Vanwege de seriële structuur, geïnterpreteerd als myomeren van spieren en het dorsale orgaan met aanwijzingen voor een chorda dorsalis, heeft het fossiel enkele typische kenmerken van (synapomorfieën) in de lichaamsstructuur van de chordaatdieren. Deze veronderstelling werd onmiddellijk na de eerste beschrijving uitgedrukt in een brief van Charles Schuchert aan de eerste beschrijver Walcott (die zelf geen geschoold zoöloog was). Sinds de herinterpretatie door Simon Conway Morris in 1971 wordt het meestal beschouwd als een oorspronkelijke vertegenwoordiger van de cephalochordata, als een voorouder van de recente lancetvis met een vergelijkbare lichaamsvorm. Een probleem met de interpretatie is bijvoorbeeld de aard van het dorsale orgaan dat de nieuwe beschrijving door Conway Morris en Caron in 2012 niet langer als een mogelijke chorda zelf beschouwde. Een soortgelijk dorsaal orgaan is aanwezig op het (problematisch in zijn classificatie) fossiel Yunnanozoon uit de Chinese Chengjiang faunagemeenschap. De locatie en structuur van de gepaarde aanhangsels kan homoloog zijn aan de gewervelde kieuwen.

## Fossiele vondsten
De fossiele overblijfselen van de enige bekende soort P. gracilens dateren uit de ongeveer 525 miljoen jaar oude Midden-Cambrische lagen van de Burgess Shale, een wereldberoemde fossiele afzetting in de Canadese Rockies. Bijna alle vondsten gaan terug naar een locatie van enkele meters dik, die ook andere fossielen in zeer goede staat leverden. Ernstig gebogen individuen worden zo geïnterpreteerd als dat ze leefden op het moment van inbedding en probeerden zichzelf te bevrijden. De hele fossiele gemeenschap wordt nu geïnterpreteerd als een benthische gemeenschap die is begraven door plotselinge onderzeese modderstromen. In totaal zijn honderdveertien exemplaren van Pikaia gevonden uit de klassieke opgravingen door Walcott en latere opgravingen in opdracht van het Royal Ontario Museum. Pikaia gracilens werd ontdekt door Charles Walcott en door hem beschreven in 1911. Hij plaatste de vondst in de groep Annelida. In 1971 erkende paleontoloog Simon Conway Morris de gelijkenis van het vier tot vijf centimeter lange visvormige fossiel met de schedellozen, een onderstam van de chordata.

## Stamgeschiedenis
Pikaia ligt anatomisch niet dicht bij de vroege Chordata, waaruit later de eerste schedeldieren (gewervelde dieren), de kaaklozen, naar voren kwamen, eerder zijn duidelijk afgeleide kenmerken wijzen op een langdurige, onafhankelijke evolutie. Dit leidt tot een scheiding tussen schedelvrije chordaten en de gewervelde dieren op een tijdstip dat aanzienlijk vóór de tijd van Pikaia lag. Uit de Chinese provincie Yunnan werden de 530 miljoen jaar oude fossielen van de twee geslachten Myllokunmingia en Haikouichthys in 1999 beschreven. Vanwege hun anatomische kenmerken werden ze geclassificeerd als vroege gewervelde dieren. De hypothese kan dus ook worden onderbouwd met vondsten, omdat de tot nu toe gevonden oudste overblijfselen van fossiele gewervelde dieren daarom ouder zijn dan die van Pikaia, wat betekent dat het geslacht als voorouder van de schedeldieren is geëlimineerd. De positie van Pikaia als primaire vertegenwoordiger van de chordate dieren is redelijk goed gewaarborgd en is zelden betwist. Of de soort in een clade thuishoort met de recente lancetvis is echter veel minder zeker.